# Nilüfer BSK
Nilüfer BSK (turkiska: Nilüfer Belediye Spor Kulübü, ungefär Nilüfers kommuns sportklubb) är en sportklubb i Turkiet, grundad 1999. Den är verksam i flera sporter, bland annat fotboll, handboll (herrar) och volleyboll (damer). 
Dess volleybollag har spelat i Sultanlar Ligi (högsta serien) sedan säsongen 2014/2015.